# Xã Lake, Quận Monona, Iowa
Xã Lake (tiếng Anh: Lake Township) là một xã thuộc quận Monona, tiểu bang Iowa, Hoa Kỳ. Năm 2010, dân số của xã này là 196 người.